# Common Hardware Reference Platform
A Common Hardware Reference Platform (CHRP) egy szabványos rendszerarchitektúra volt a PowerPC-alapú számítógéprendszerek számára, amit az IBM és az Apple közösen publikált 1995-ben. 

## Áttekintés
Elődjéhez, a PReP-hez hasonlóan, úgy fogalmazták meg mint különféle operációs rendszerek iparilag szabványos hardverplatformon való futtatását lehetővé tevő kialakítást, és meghatározta az Open Firmware (nyílt firmware) és RTAS (futásidejű absztrakciós szolgáltatások) használatát a gépi absztrakciós célokra. A PReP-pel ellentétben a CHRP magában foglalta a Power Macintosh architektúra elemeit és célja az volt, hogy támogassa a Mac OS és a NetWare operációs rendszereket, a PReP platformra már előzőleg portolt négy operációs rendszer, a Windows NT, OS/2, Solaris és az AIX mellett. A CHRP nem gyökerezett meg, nagyon kevés rendszert készítettek valódi CHRP hardverrel, egyedül az IBM RS/6000 sorozatának néhány, AIX operációs rendszert futtató tagját (bár a Mac OS 8 állítólag támogatta a CHRP-alapú rendszereket). A New World ROM-mal szerelt Power Macintosh számítógépek részben CHRP/PReP alapúak.
A Power.org kezdeményezésére létrejött egy újabb, Power Architecture Platform Reference (PAPR) elnevezésű platform, mely alapul szolgál a Power Architektúrán alapuló, Linux operációs rendszerű számítógépek fejlesztéséhez. A PAPR specifikációt 2006 negyedik negyedévében adták ki, és 2008-ban hagyták jóvá, majd 2011-ben kiadták a következő verzióját.
A Power.org megszűnése után a platform újabb verzióit az OpenPOWER Alapítvány kezeli.

## Lásd még
- OpenPIC és IBM MPIC

## Fordítás
Ez a szócikk részben vagy egészben  a   Common Hardware Reference Platform című angol Wikipédia-szócikk ezen változatának fordításán alapul.  Az eredeti cikk szerkesztőit annak laptörténete sorolja fel. Ez a jelzés csupán a megfogalmazás eredetét és a szerzői jogokat jelzi, nem szolgál a cikkben szereplő információk forrásmegjelöléseként.